# TOPCAT (ブランド)
TOPCAT（トップキャット）は、有限会社アルティエのアダルトゲームブランドである。

## 概要
同じコンシューマーゲームメーカーに勤めていた鷹取兵馬やSKYらが退職後に意気投合し、設立された。
『雪色のカルテ』などで他メーカーにない独特の路線が注目されていたが、2000年に発売した『果てしなく青い、この空の下で…。』がPlayStationに移植されるほどのヒットとなった。ちよれんに加盟していた時期があったが、2001年、次回作だった『ReNN』の制作中断をきっかけに『ReNN』を発売後、活動を一時休止した。その後、サブブランドとして「Mercurius」を立ち上げ、活動を続ける。
2005年、ホームページをリニューアルし、TOPCATの活動再開を告知。CIRCUSのゲーム『AR 〜忘れられた夏〜』などの開発を担当した。
2008年9月、TOPCATブランドでの新作を開発中であることを発表。2009年11月に『アトリの空と真鍮の月』の発売でゲームメーカーとしての復活を果たし、同作にあわせてフルボイス化などを行なった『果てしなく青い、この空の下で…。完全版』も発売された。
2018年10月、ホームページに「そろそろ復活してもいいですか？」の一文が追加された。

## 活動休止の背景
『ReNN』発売後に一度活動休止とした理由について「全速力で走り続けたので、充電期間がないと次の作品に取り掛かれなさそうだと感じたため」であり、休止中はさまざまなメーカーの下請けを担当することで「武者修行になった」と語っている。

## フリーウェア
過去に発売した『ZAP! THE MAGIC』並びに『ReNN』はメーカー公式サイトにおいてフリーウェアとして公開されている（公式サイトトップページの下部参照）。また、『TECH GIAN』2008年11月号には『MESSENGER FROM DARK NIGHT』Windows版が収録された。
いずれもゲーム内容は製品版と変わりないが、公開当時の現行OS (Windows XP/Vista) に対応している。

## 作品一覧
TOPCAT
- 1995年11月23日  - MESSENGER FROM DARK NIGHT
- 1996年9月7日  - ZAP! THE MAGIC
- 1999年2月25日  - WoRKs DoLL
- 1999年9月2日  - L 〜エル〜
- 2000年6月30日  - 果てしなく青い、この空の下で…。
- 2001年11月22日  - ReNN 〜Another Story of WORKS DOLL〜
- 2009年10月30日  - 果てしなく青い、この空の下で…。完全版
- 2009年11月27日  - アトリの空と真鍮の月
- 2010年7月30日 - ななプリ。
- 2011年4月28日 - 手毬花

Mercurius
- AQUAS（メディア倫理協会審査で発売）
- 在りし日の歌（コンピューターソフトウェア倫理機構審査で発売）

開発作品
- 雪色のカルテ（ブランド名:Peach）
- AR 〜忘れられた夏〜（ブランド名:CIRCUS）
- D.C.P.K. 〜ダ・カーポーカー〜（ブランド名:CIRCUS）
- 操心術3（ブランド名:STUDIO 邪恋）- 開発に参加。
- 蠅声の王 シナリオII（ブランド名:Lost Script） - 「開発協力」としてクレジットされている。
- ふぇいばりっと Sweet!（ブランド名:Lost Script） -TOPCATとしてではないがメインスタッフである鷹取兵馬、SYUNが開発に参加。
- oh!ママごと！ （ブランド名:CENOTE）発売日不明 -総合プロデュース鵜園誠人（TOPCAT）

## 主なスタッフ
シナリオ
- 鷹取兵馬

音楽
- SYUN